# Hov
Hov é uma cidade das Ilhas Faroés, situada na costa oriental da ilha de Suðuroy. Constitui uma comuna com o mesmo nome.

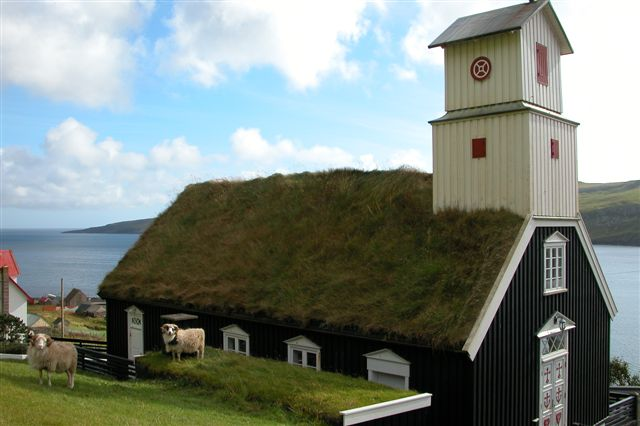
Igreja de Hov.

De acordo com as sagas faroesas e com a tradição local, o primeiro colono viquingue de Suðuroy criou uma quinta em Hov. Hov situa-se no meio da ilha, numa área plana e ampla, com uma boa vista para o mar, o que permitiu que os primeiros colonos pudessem ver o que se passava no mar. O viquingue Havgrimur, que era soberano de metade do arquipélago, viveu em Hov no século X. A sua sepultura encontra-se nas colinas acima da cidade, mas foi seriamente danificada por arqueólogos amadores em 1834.
A igreja de madeira de Hov foi construída originalmente em Vágur, em 1862. Foi transferida para Hov em 1942.
A primeira escola de Hov foi inaugurada em 1888, tendo sido usada até 1983, altura em que a escola atual a substituiu.
A norte de Hov, encontram-se colunas de basalto, ao longo de colinas. A oeste de Hov, existe uma cascata chamada Foldarafossur, no rio Hovsá.
Tem sido realizada aquacultura de salmão em Hov desde a década de 1980.

## Galeria

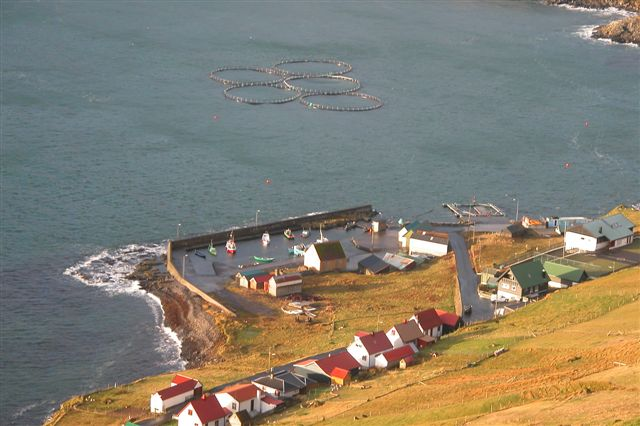
Porto de Hov
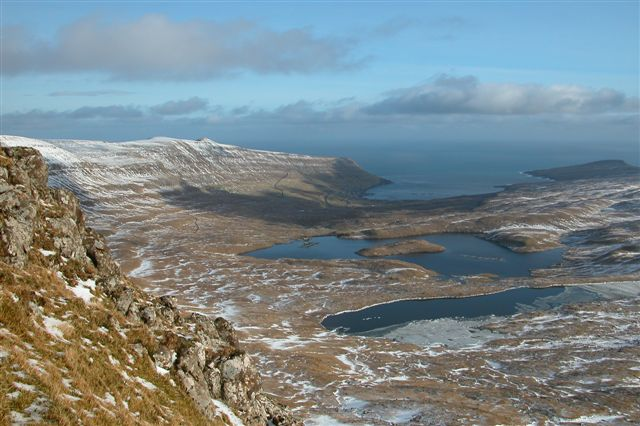
Vale a oeste de Hov
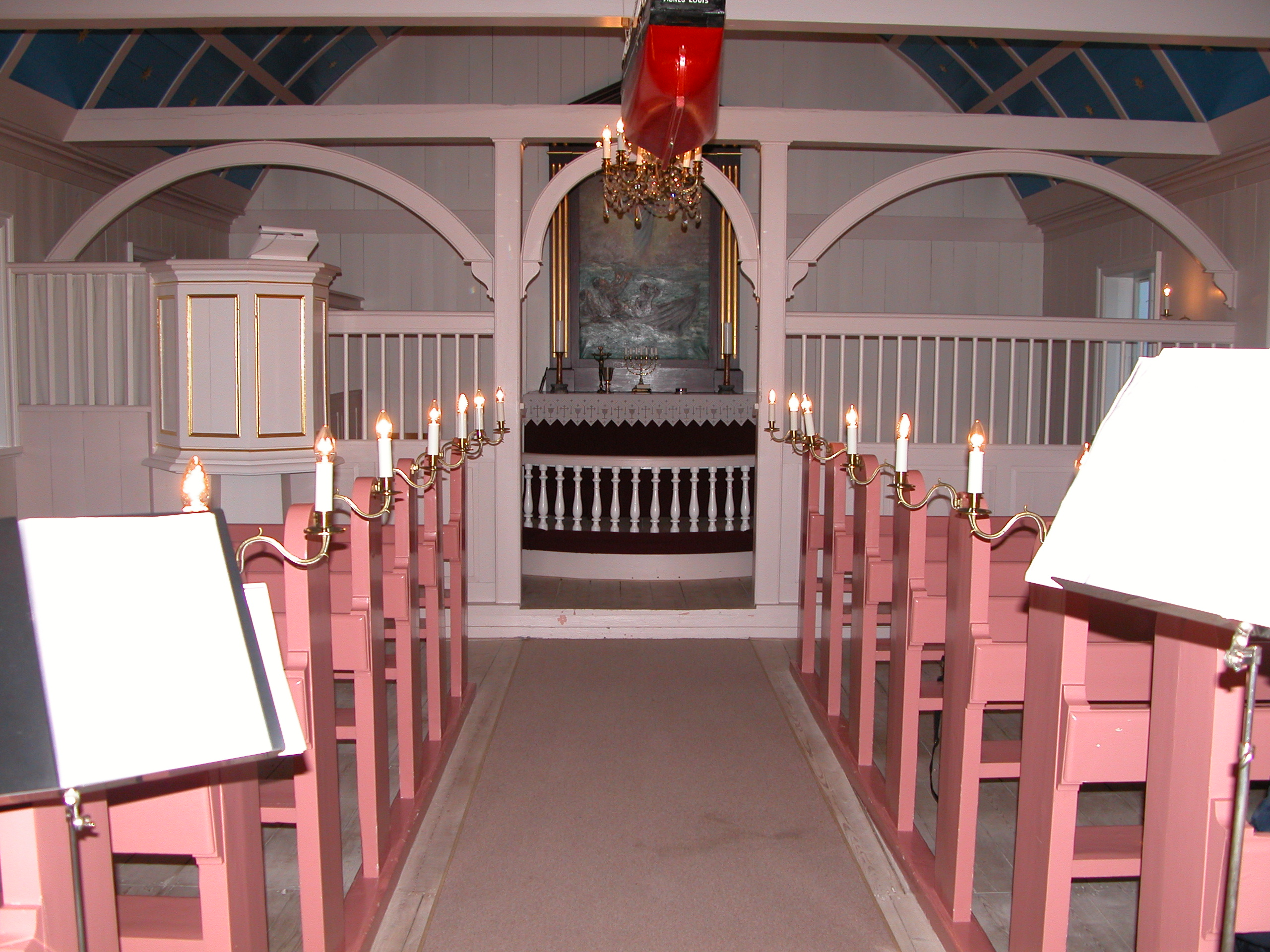
Interior da igreja